# BS寺島 月9トーク
『就職を機に世界と人生を変える BS寺島 月9トーク』（しゅうしょくをきにせかいとじんせいをかえる ビーエスてらじま げつくトーク）はTwellVで2012年12月17日にスタートしたトーク番組。

## 概要
あらゆる企業と戦略を、寺島実郎が「未来のニッポン」の鍵を握る企業の大物をゲストに迎え、辛口トークを展開する。

## 出演者
MC
- 寺島実郎（日本総合研究所理事長・多摩大学学長・三井物産戦略研究所会長）

## 放送時間
- 月曜日 21:00 - 22:00